# Clibanornis dendrocolaptoides
El espinero tacuatí (Clibanornis dendrocolaptoides), también denominado tacuarero (en Argentina y Paraguay), espinero del monte (en Argentina) o espinero tacuarero, es una especie de ave paseriforme de la familia Furnariidae perteneciente al género Clibanornis. Este género era monotípico hasta 2013, en que el género Hylocryptus y dos  especies del género Automolus han sido incluidos en el mismo. Es nativo del centro este de América del Sur.

## Otros nombres comunes
En Argentina se le llama también de encucuruchado, encurrucado o remolinera tacuatí.

## Distribución y hábitat
Se distribuye por el sureste y sur de Brasil (sur de São Paulo hasta el norte de Río Grande do Sul), este de Paraguay (registros en Caazapá, Alto Paraná, y posiblemente al sur de Caaguazú) y el noreste de Argentina (Misiones).
Habita en selvas húmedas de baja altitud y montanas, hasta los 800 m. Se considera que los bambuzales densos u otras vegetaciones cerca de agua son su hábitat óptimo, pero parece no restringirse apenas a ellos.

## Descripción
Mide entre 21 y 22 cm de longitud y pesa entre 52 y 54 g. Es de color pardo rufo por arriba, más brillante en la corona y la cola, con una marcante lista pos-ocular grisáceo pálido y auriculares oscuros. Garganta con escamas negras en los lados; por abajo es grisáceo pálido. El pico es negro con la 
base de la mandíbula más clara. Las patas son gris verdoso. El iris es pardo.

## Estado de conservación
El espinero tacuatí ha sido calificado como casi amenazado por la Unión Internacional para la Conservación de la Naturaleza (IUCN]) debido a la pérdida de hábitat y al declinio de su población. Es rara y local en su zona de distribución y se estima que su población exceda los 10 000 individuos maduros.

### Amenazas
Se la presume amenazada por la rápida destrucción y fragmentación de la Mata atlántica. Sin embargo se reporta que persiste en pequeños fragmentos de bosque, lo que sugiere que no estaría ocurriendo un declinio rápido de su población. Dependiendo de los requerimientos ecológicos, el corte de tallos de bambú podría tener un serio efecto. En Argentina, la construcción de represas ha inundado parte de su antigua zona.

### Acciones de conservación
Ocurre en varia áreas protegidas como el parque nacional Caaguazú y la reserva privada natural Ypetí en Paraguay; el parque nacional de Iguazú y la Reserva Estricta San Antonio en Argentina; y los parques nacionales Iguaçu y São Joaquim en Brasil.

## Comportamiento
Anda en pares entre la vegetación densa; tímido y difícil de ser observado. No se asocia a bandadas mixtas y raramente baja al suelo. Se conoce muy poco sobre sus hábitos alimentares y reproductivos.

### Vocalización
El canto es alto, una serie de notas «staccato», al comienzo bien enunciadas, terminando en un tartamudeo de duración variable, por ejemplo  «chet, chet, chet, chit-chit-chit-chit-chit».

## Sistemática
La especie C. dendrocolaptoides fue descrita por primera vez por el ornitólogo austríaco August von Pelzeln en 1859 bajo el nombre científico Anabates dendrocolaptoides; la localidad tipo es: «Río Yapó, Curytiba, y Boqueirão, Paraná, Brasil».

### Etimología
El nombre genérico masculino «Clibanornis» se compone de las palabras del griego «κλιβανος klibanos»: horno, y «ορνις ornis, ορνιθος ornithos»: pájaro, ave; significando «pájaro de horno»; y el nombre de la especie «dendrocolaptoides», proviene del género Dendrocolaptes (los trepatroncos) y del griego «οιδης oidēs»: que se asemeja; significando «asemejado a un Dendrocolaptes».

### Taxonomía
Es monotípica. Era la única especie del género, hasta que los sólidos estudios morfológicos y genéticos conducidos por Derryberry et al (2011) y Claramunt et al (2013) demostraron que de las dos especies que entonces componían el género Hylocryptus,  Hylocryptus rectirostris era hermana de la presente especie, e Hylocryptus erythrocephalus era hermana de las entonces Automolus rubiginosus y A. rufipectus, y que este trío estaba hermanado al par anteriormente citado. Como consecuencia, se propuso la transferencia del género Hylocryptus y de las dos especies de Automolus para Clibanornis. Los cambios taxonómicos fueron aprobados en la Propuesta N° 601 al Comité de Clasificación de Sudamérica (SACC).